# Хартланд (Мејн)
Хартланд (енгл. Hartland) насељено је место без административног статуса у америчкој савезној држави Мејн.

## Демографија
По попису из 2010. године број становника је 813, што је 59 (-6,8%) становника мање него 2000. године.
| Група             | 2000.       | 2010.       |
| Белци             | 851 (97,6%) | 771 (94,8%) |
| Афроамериканци    | 3 (0,3%)    | 7 (0,9%)    |
| Азијати           | 0 (0,0%)    | 2 (0,2%)    |
| Хиспаноамериканци | 2 (0,2%)    | 15 (1,8%)   |
| Укупно            | 872         | 813         |